# Wasa (Volk)
Die Wasa (auch: Ouassa) sind ein Volk in Ghana.
Die Sprache der Wasa ist das gleichnamige Wasa aus der Gruppe der Kwa-Sprachen. Die Wasa leben zwischen dem 9. und 10. Breitengrad nördlicher Breite und westlich des 2. Längengerades westlicher Länge im Südwesten Ghanas. Nachbarn der Wasa sind die Akan, Sefwi, Nzema und Agni. 
Die Wasa sind Namensgeber für den Wasa Amenfi East District und Wasa Amenfi West District in der Western Region. 